# La Fontaine ou La vie est un conte
 (mai 2025).
Motif : Absence de sources
- Archive Wikiwix
- Bing
- Cairn
- DuckDuckGo
- E. Universalis
- Gallica
- Google
- G. Books
- G. News
- G. Scholar
- Persée
- Qwant
- (zh) Baidu
- (ru) Yandex
- (wd) trouver des œuvres sur Wikidata

| 1. | Préciser le motif de la pose du bandeau. | Précisez le motif de la pose du bandeau en utilisant la syntaxe suivante : {{admissibilité à vérifier\|date=mai 2025\|motif=remplacez ce texte par le motif}}                                           |
| 2. | Informer les utilisateurs concernés.     | Pensez à avertir le créateur de l'article, par exemple, en insérant le code ci-dessous sur sa page de discussion : {{subst:avertissement admissibilité à vérifier\|La Fontaine ou La vie est un conte}} |

La Fontaine ou La vie est un conte est une biographie de l'écrivain français Jean Orieux consacrée à Jean de La Fontaine et parue en 1976 chez Flammarion.
C'est le quatrième des cinq ouvrages biographiques publiés entre 1958 et 1986 et consacrés à de grandes figures historiques (après Bussy-Rabutin, Voltaire, Talleyrand et avant Catherine de Médicis), qui ont assuré à l'auteur une large audience auprès du grand public, tant en France qu'à l'étranger.